# Rodovia Doutor Manuel Hipólito Rego

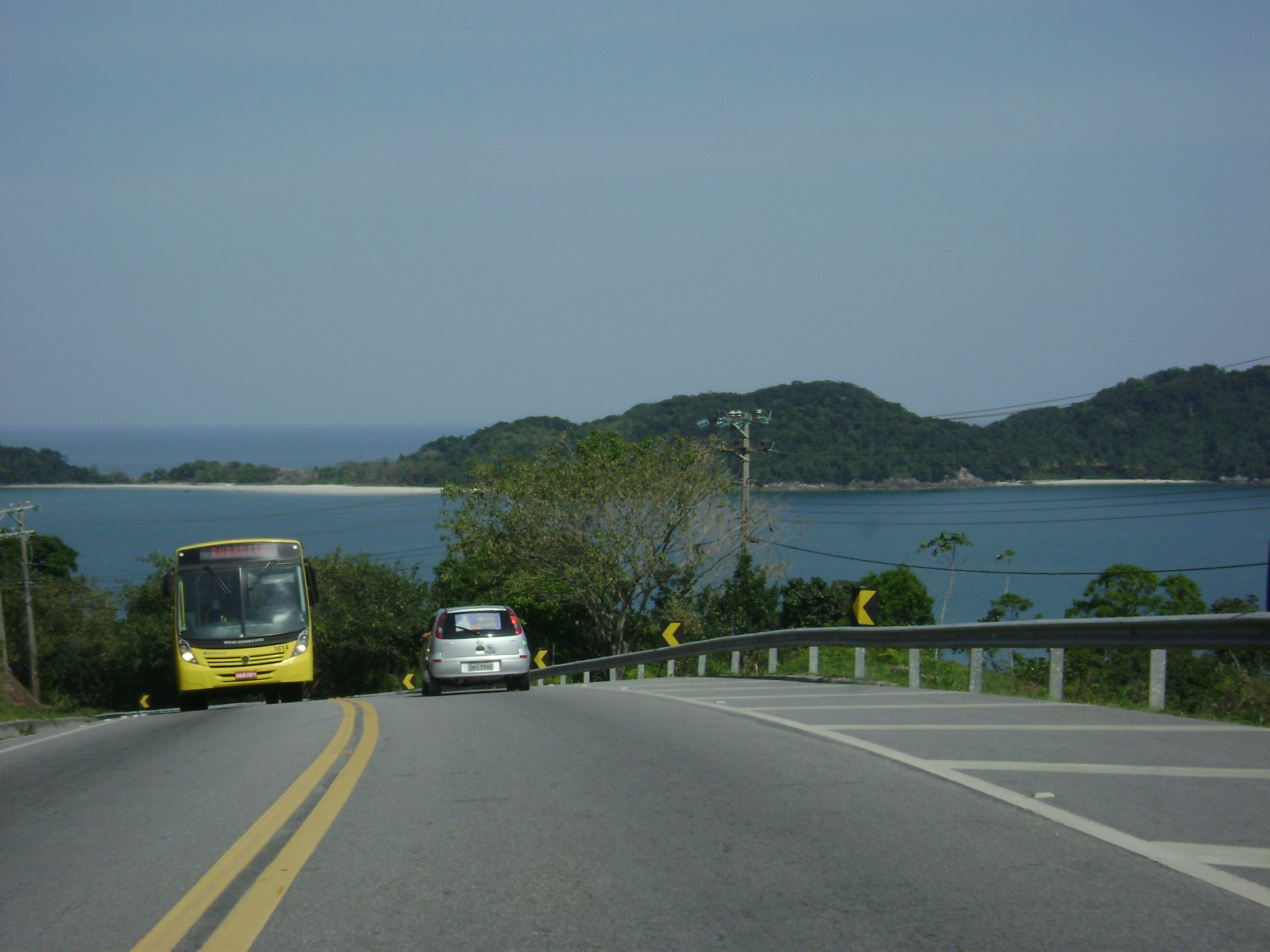
Trecho entre Juqueí e Praia Preta, em São Sebastião

A Rodovia Doutor Manuel Hipólito Rego é uma autoestrada do estado de São Paulo, trecho da SP-55, que liga a Praia Grande, no município de Ubatuba, ao entroncamento com a Rodovia Cônego Domenico Rangoni (Piaçaguera-Guarujá), em Santos, no bairro de Monte Cabrão (área continental). É uma rodovia estadual paulista, administrada pelo DER-SP, fazendo parte da Rodovia Rio-Santos (BR-101).
Seu traçado é composto de trechos com grandes retas com acostamentos e também de trechos bastante sinuosos de serra, com inúmeras curvas e pista estreita. É duplicada entre o bairro da Enseada, em São Sebastião, e o entroncamento com a Rodovia dos Tamoios, em Caraguatatuba.
Serve aos seguintes balneários paulistas do Litoral Norte: Bertioga, São Sebastião, Ilhabela, Caraguatatuba e Ubatuba.
Possui interseções com a Rodovia Cônego Domênico Rangoni (SP-55), Rodovia Mogi-Bertioga (SP-98) e a Rodovia dos Tamoios (SP-99). A interseção com a Rodovia Oswaldo Cruz (SP-125) é feita no trecho federal administrado pelo DNIT.
Durante todo o verão, em feriados prolongados e em alguns fins de semana ao longo do ano, possui tráfego intenso em toda a sua extensão, principalmente nas proximidades das interseções com as rodovias Mogi-Bertioga e Tamoios e nos trechos urbanos de São Sebastião, Caraguatatuba e Ubatuba. Utilizada como principal via de ligação entre os municípios do Litoral Norte paulista, grande parte de seu tráfego é composta por turistas e veranistas, que a utilizam para acessar os municípios litorâneos e as centenas de condomínios que se espalham por toda a sua extensão.

## História
Até os anos 1960, o acesso às praias do litoral norte mais afastadas do centro de São Sebastião era precário, pois não havia estrada para alcançá-las. O trajeto tinha de ser feito por alguns caminhos sem asfalto e até pelas próprias praias, podendo levar até quinze horas. Matéria do jornal Folha da Manhã, em julho de 1956, destacava alguns dos problemas de transporte da região, como a escassez de estradas decentes e a total ausência de uma malha ferroviária na região. "Embora São Sebatião encontre-se a pouco mais de cem quilômetros de São Paulo, para lá chegar um excursionista deverá percorrer em estrada de rodagem 207 quilômetros, ou seja, quase o dobro da distância", escreveu o periódico. "Isto, porém, não seria o pior, se as nossas estradas fossem boas, já que a diversidade dos panoramas que elas apresentam compensa, em parte, o tempo gasto em rotas inadequadas."
Em 1961, o governo federal liberou uma verba de seiscentos milhões de cruzeiros para o início das obras uma estrada ligando Rio de Janeiro, Santos e Joinville, sempre pelo litoral. O projeto era chamado de "Estrada do turismo". Mas as verbas para diversos trechos sofreram atrasos ao longo dos anos, como em 1968, quando o que foi chamado de "lapso governamental" deixou de incluir na obra no orçamento para os anos entre 1968 e 1970.
Em janeiro de 1969, o projeto de engenharia para a construção da estrada ainda não estava pronto. Ainda assim, cinco meses depois, o ministro dos Transportes, Mário Andreazza, garantiu que a Rio–Santos ficaria pronta em 1971, "inteiramente asfaltada". Os avanços na segunda metade da década de 1960 fizeram com que a população de São Sebastião aumentasse exponencialmente: o prefeito da cidade, Jorge Abdalla, contou em dezembro de 1967 que ao assumir o cargo, em 1964, a Prefeitura contava com setecentos contribuintes inscritos, número que subiu para vinte mil em cinco anos. "Os projetos em estudos, em tão boa hora determinados pelo coronel Mário Andreazza, referentes à construção da Rodovia Rio–Santos, provocaram intenso entusiasmo na região", explicou ainda Abdalla. É uma obra do século! Representa a libertação definitiva de São Sebastião e de todo o Litoral Norte."
Previa-se que o sistema de autofinanciamento seria usado na construção, com o consórcio ou grupo que vencesse a concorrência explorando-a comercialmente por dez a quinze anos. Em setembro de 1969, o "anteprojeto mais atual" citado pelo jornal O Estado de S. Paulo falava do "papel de integração" que a estrada teria, por não levar à praia, mas, sim, a terrenos não muito distantes dela. Com a BR-101 sendo chamada de "A rodovia do turismo nacional", o projeto previa que o mar ficaria visível "de todos os ângulos e direções", mas não ficaria muito próximo do asfalto, especialmente no trecho entre Massaguaçu (Caraguatatuba) e Juqueí (São Sebastião), que seria feito margeando as encostas das serras próximas ao litoral, a cerca de dois quilômetros da orla. A ideia era que a distância até a praia permitisse o surgimento de loteamentos, que dariam origem a cidades turísticas.
A Petrobras entregou, em 1972, uma estrada ligando Bertioga, então um distrito de Santos, à praia de Boraceia, para assegurar a manutenção de seu oleoduto que margeia até hoje a estrada. A estrada estava prevista desde acordo divulgado em março de 1968, para ligar o centro de São Sebastião a Bertioga. Com extensão de trinta quilômetros e catorze metros de largura, ela foi feita à base de saibro, e já era prevista sua incorporação à então futura Rio–Santos. A obra deveria favorecer o turismo na região, conforme destacado pelo secretário estadual dos Transportes, Paulo Maluf. O custo da obra foi de vinte milhões de cruzeiros, cerca de quatro vezes mais que o inicialmente previsto. O trecho entre Boraceia e o centro de São Sebastião já tinha piso de cascalhos.
A pavimentação da rodovia levou anos para ser concluída e chegou a ser interrompida, sendo retomada em 1983, com a promessa do Ministério dos Transportes de que terminasse no ano seguinte. Segundo o jornal Folha de S.Paulo, a conclusão deveria "transformar rapidamente aquela região no principal centro turístico do litoral paulista".
Em março de 1985, foi entregue um trecho de cerca de cem quilômetros de Bertioga a Toque Toque, restando apenas o trecho entre Toque Toque e São Sebastião, que não tinha sido contemplado no contrato que estava sendo encerrado. Com o término das as obras de pavimentação, os municípios do Litoral Norte paulista passaram a ter um grande crescimento econômico, que dura até hoje, em decorrência do aumento do número de turistas, atraídos pela beleza natural dessa região e pela facilidade do acesso — antes, era necessário enfrentar estradas de terra batida ou lama, numa viagem que costumava levar no mínimo seis horas a partir do Guarujá. Esse fator também causou o inchaço populacional desses municípios.